# Latijnse school (Eindhoven)
De Latijnse school was een onderwijsinstelling in Eindhoven.

## Geschiedenis
Deze Latijnse school, met Latijn als voertaal, was oorspronkelijk een kapittelschool, toebehorend aan het kapittel van de Sint-Catharinaparochie te Eindhoven. Omtrent de voorgeschiedenis van deze school is weinig bekend.
Na 1634, en zeker na 1648, toen de reformatie haar intrede had gedaan en het kapittel werd opgeheven, ging de Latijnse school op zeer kleine schaal verder. In 1796, toen de klassieke vorming weer van belang werd geacht en het verbod op katholieke opleidingen was opgeheven, werd de school met overheidssteun voortgezet. Groot werd de school niet, gemiddeld waren er een dertigtal leerlingen. Omstreeks 1818 konden weer kleinseminaries worden opgericht voor priesteropleidingen. Hierdoor liep het aantal leerlingen verder terug. De Latijnse school kon echter worden gezien als voorbereiding op een universitaire studie zoals rechten en medicijnen.
Vanaf 1829 tot 1865 huisde de school in de Stadswaag op de Markt, en daarna in een ruimte van het gemeentehuis. In 1878 werd de school opgeheven.
In 1898 kwam er in Eindhoven een gymnasium, het Augustinianum, waarmee de klassieke vorming -na een periode van 20 jaar- opnieuw gewaarborgd werd.